# Collio Goriziano Chardonnay riserva
Le Collio Goriziano Chardonnay riserva (ou Collio Chardonnay riserva) est un vin blanc italien de la région Frioul-Vénétie Julienne doté d'une appellation DOC depuis le 3 novembre 1989. Seuls ont droit à la DOC les vins récoltés à l'intérieur de l'aire de production définie par le décret. Les vignobles autorisés se situent dans la  province de Gorizia dans les communes et hameaux de  Brazzano, Capriva del Friuli, Cormons - Plessiva, Dolegna del Collio, Farra d'Isonzo, Lucinico, Mossa, Oslavia, Ruttars et San Floriano del Collio.
Vieillissement minimum légal : 2 ans.
Le Collio Goriziano Chardonnay riserva répond à un cahier des charges plus exigeant que le Collio Goriziano Chardonnay, essentiellement en relation avec le vieillissement.

## Caractéristiques organoleptiques
- Couleur : jaune paille
- Odeur : délicat, caractéristique
- Saveur : sec, plein, harmonique

Le Collio Goriziano Chardonnay riserva se déguste à une température comprise entre 9 et 11 °C. Il se garde de 2 à 4 ans.

## Production
Province, saison, volume en hectolitres
- pas de données disponibles